# Dimetrodon
A Dimetrodon (görög „két sor fogú”) ragadozó pelycosaurus nem volt a perm földtörténeti időszakban, amely mintegy 280 millió évvel ezelőtt (mya) jelent meg, és mintegy 265 mya tűnt el.
A hátán feszülő, rajzokon látványosan ható nagy bőrvitorla ismert ősállattá teszi, és emiatt gyakran említik a dinoszauruszok között, pedig nem volt dinoszaurusz (a pelycosaurusok jóval korábbi fejlődési fázist képviselnek). Gyakran megjelenik az ősállatokat szerepeltető filmekben. Az emlősökkel közelibb rokonságban áll, mint a valódi hüllőkkel (Sauropsida), a dinoszauruszokkal, a gyíkokkal vagy a madarakkal.
Fosszíliáit Észak-Amerikában és Európában találták meg.

## Leírása

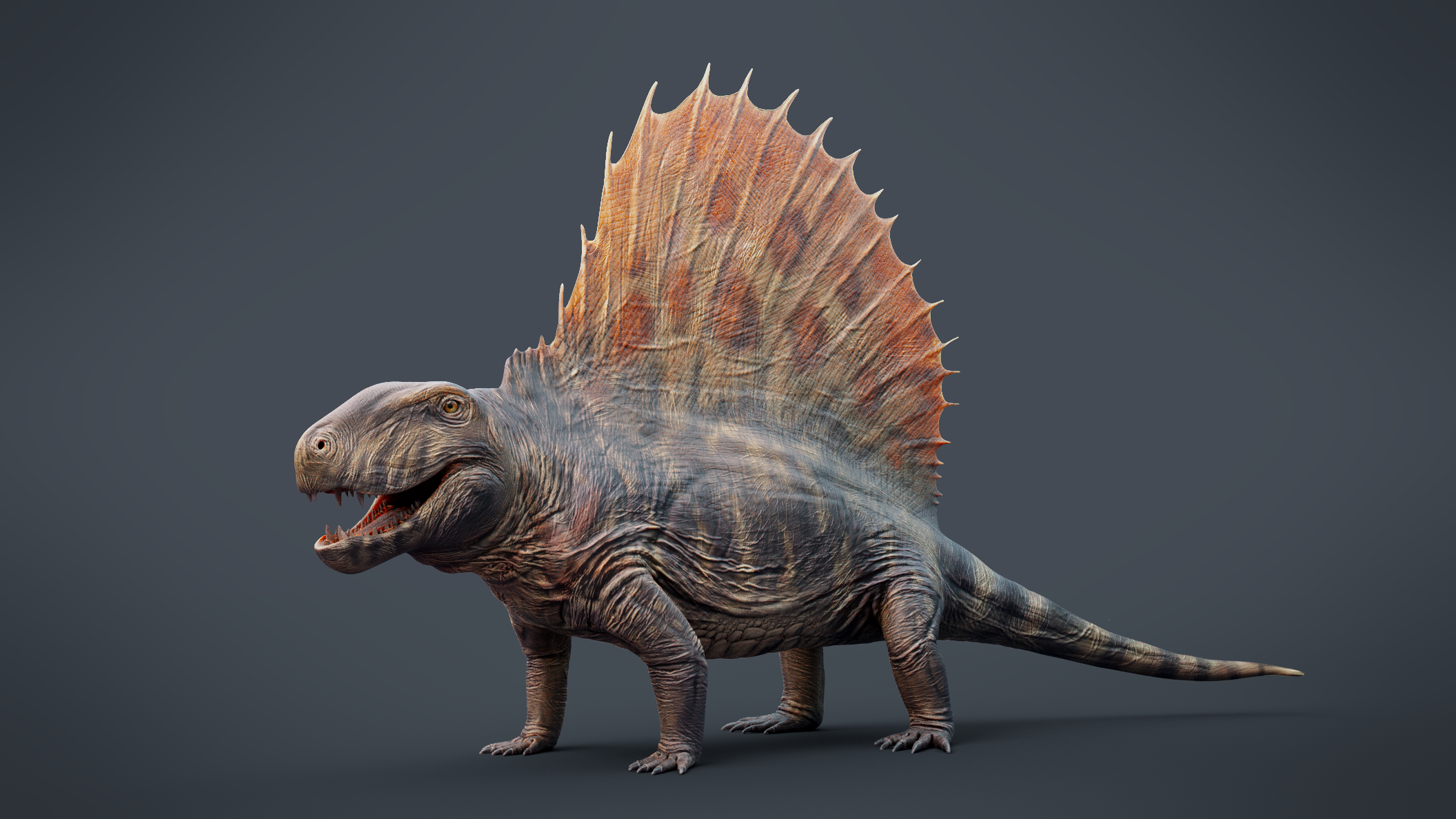
A Dimetrodon grandis rekonstrukciója szabadon lévő csigolyavégekkel

Korában a Dimetrodon csúcsragadozó volt, az egyik legnagyobb testű szárazföldi állat. Hossza elérhette a 4,6 métert. Nevét azért kapta, mert koponyájában két párhuzamos, más-más funkciót ellátó fogsor helyezkedett el, a hüllőktől eltérően. Négy lábon járt, valószínűleg hasonlóan, mint a mai gyíkok, és hosszú farka volt.

### A hátvitorla
Különlegessége a hátán a meghosszabbodott csigolyákból és bőrből kifejlődött vitorla (ilyen hátvitorlájuk más pelycosaurus csoportoknak is volt, mint például az Edaphosaurus). Valószínűleg az állat hőmérsékletszabályozásában lehetett szerepe, ami segített, hogy zsákmányállatainál könnyebben alkalmazkodjon a magasabb és az alacsonyabb hőmérsékletekhez, és ezáltal meghosszabbodjon a vadászatra fordítható idő is. Lehet, hogy a hátvitorla az udvarlásban és a vetélytársak elriasztásában is szerepet játszott. Bramwell és Fergett 1973-ban úgy számította egy tanulmányban, hogy egy 200 kilogrammos Dimetrodon számára a hátvitorla nélkül 205 percig tartott volna, hogy testhőmérséklete 26 °C-ról 32 °C-ra melegedjék fel, a vitorlával viszont 80 percbe.

## Képek

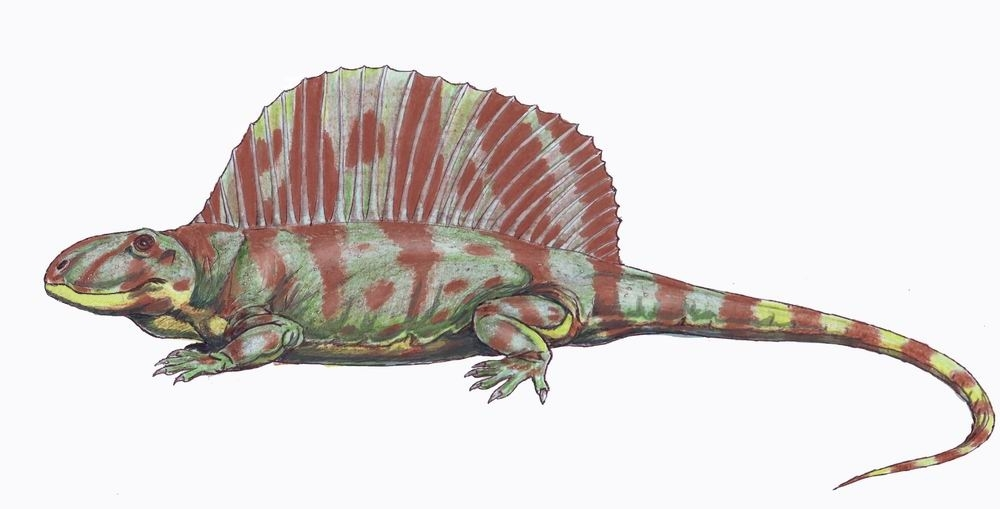
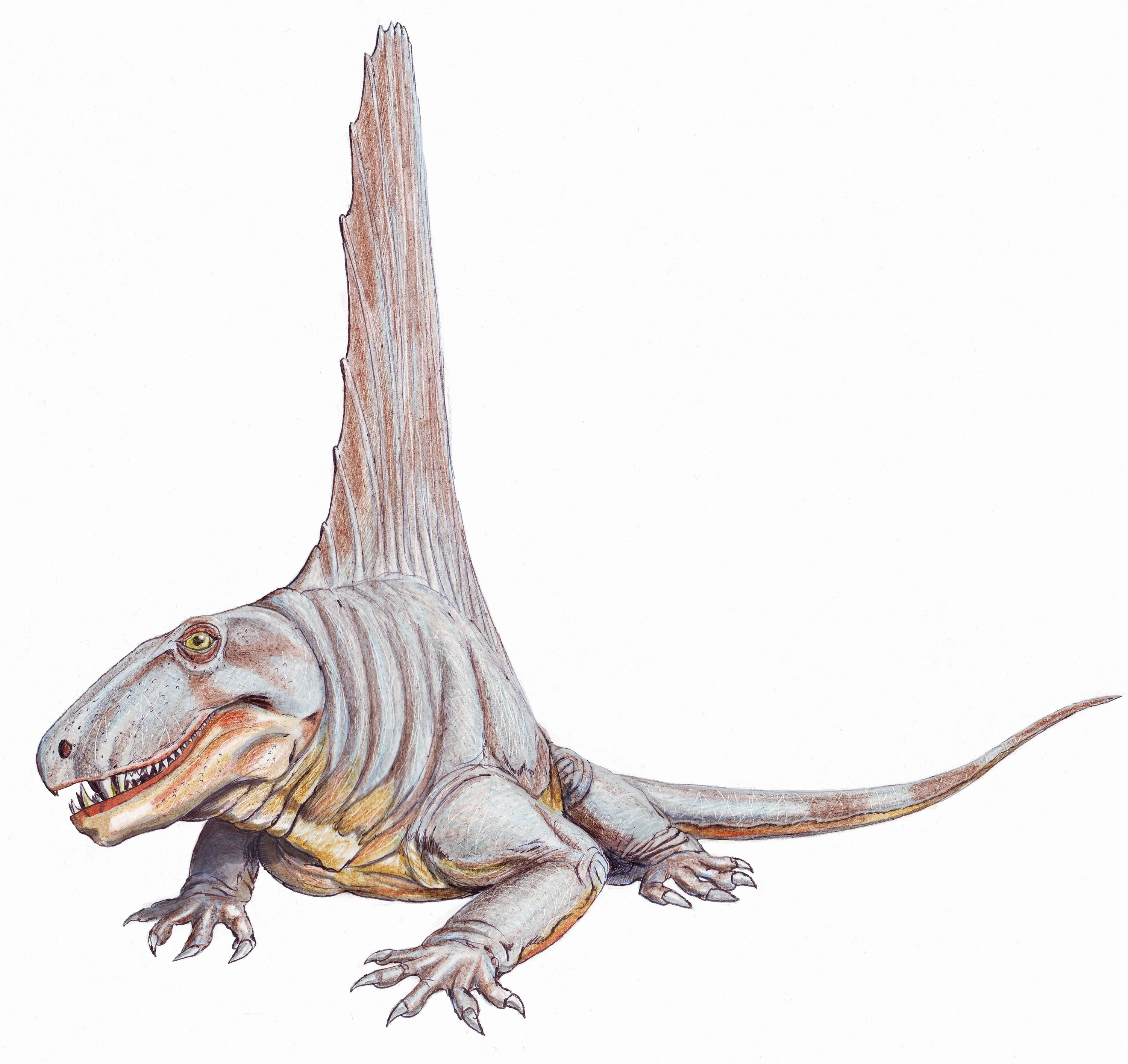
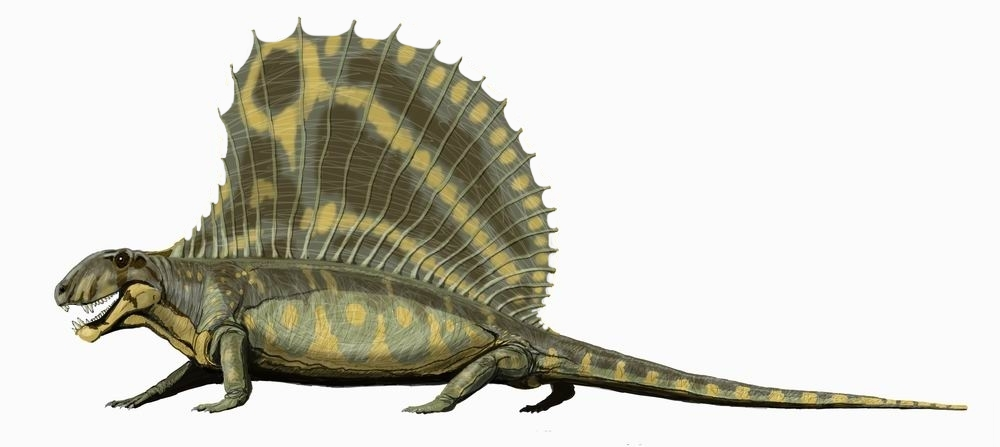
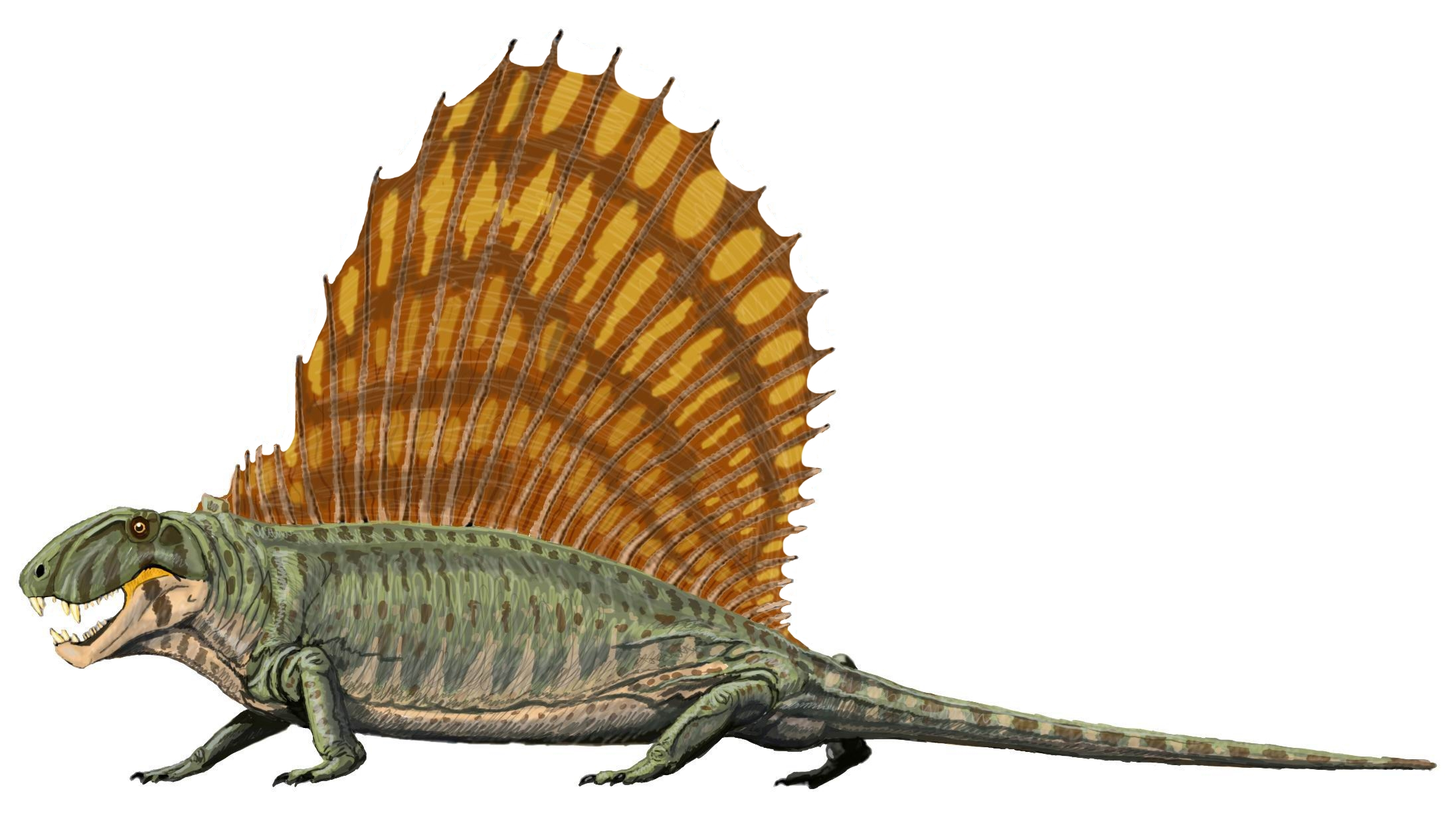
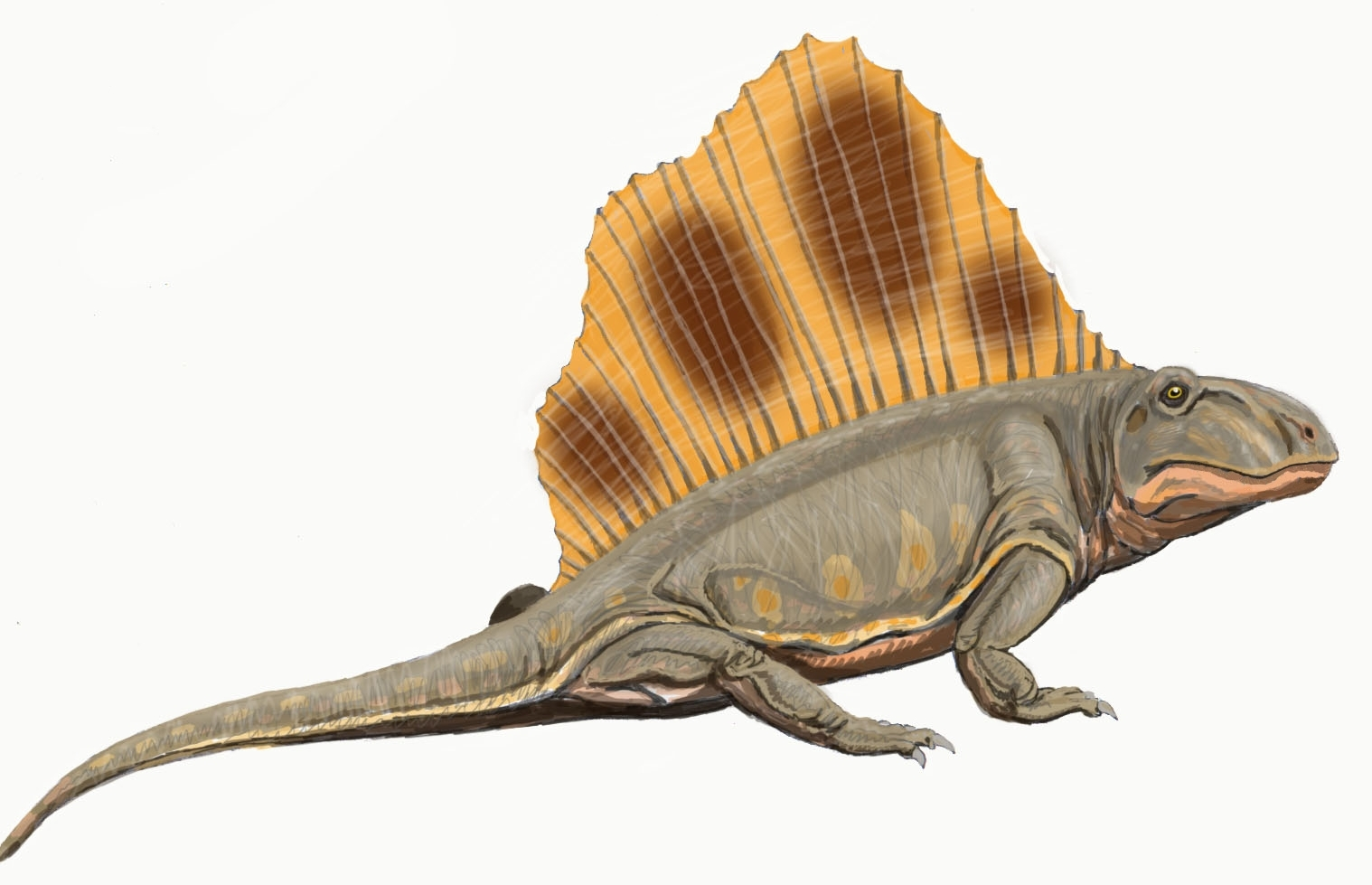
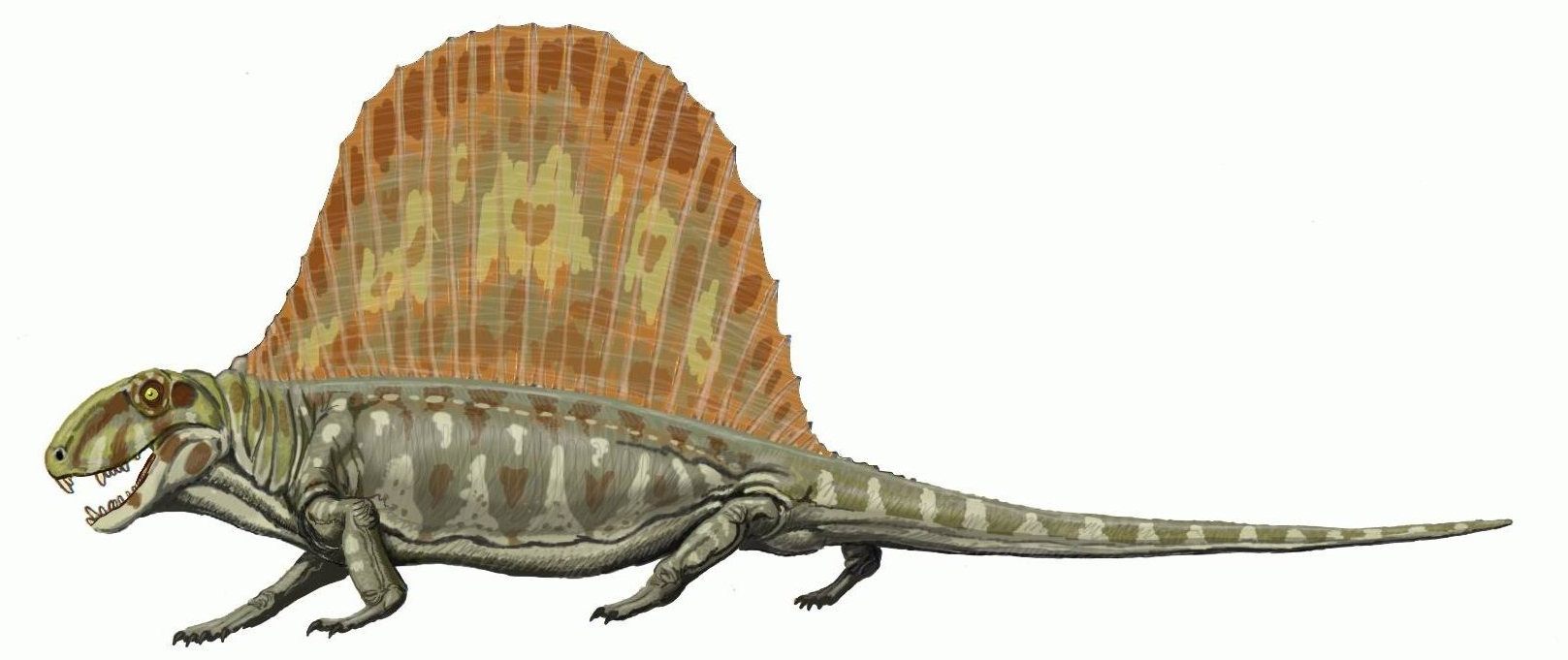

Dimetrodon fajok rekonstruált képe: